# スペキュレイティブ・フィクションにおけるLGBT
本項では、スペキュレイティブ・フィクションにおけるLGBT、すなわちサイエンス・フィクション/ファンタジー/ホラー小説などのジャンル（これらをまとめてスペキュレイティブ・フィクション(SF)a と呼ぶ）において同性愛を扱った作品を解説する。LGBTにはレズビアン・ゲイ・両性愛・トランスジェンダーが含まれ、そういった人物が主人公あるいは主要登場人物となっているか、一般的な性慣習から逸脱した描写をする作品群である。

## 概要
サイエンス・フィクションとファンタジーは、古くは男性主体の禁欲的なジャンルで、人物造形や性別やジェンダーを描く際の慣習が他の文学よりも制限されていた。しかしスペキュレイティブ・フィクションはまた、実在する文化とは異なる社会を空想する自由を著者や読者に与えるものでもある。この自由により、スペキュレイティブ・フィクションは性差別を考えるよい手段となり、読者に自らの文化的思いこみを考え直させるきっかけとなる。
1960年代より以前、スペキュレイティブ・フィクションで性を明示的に扱うことは稀で、編集者が主たる読者である思春期の男性という市場を意識して作品を選別していたという面がある。読者層の拡大と共に、あからさまな同性愛者を登場させることも可能となっていったが、その多くは悪役であり、レズビアンを描けるようになるのはさらに先のことである。1960年代、市民権運動やカウンターカルチャーの発生によってもたらされた変化がサイエンス・フィクションとファンタジーに反映され始める。ニューウェーブとフェミニストのサイエンス・フィクション作家が同性愛・両性愛や様々なジェンダー・モデルが普通であることを知らしめ、様々な性のあり方を共感できるものとして普通に描いた。
1980年代以降同性愛はさらに広く受け入れられ、従来的なスペキュレイティブ・フィクションにもよく描写されるようになった。単なる同性愛の描写に留まらず、LGBTコミュニティに関する具体的な問題を扱った作品も登場した。この流れは、ゲイやレズビアンだと公表する作家の増加とスペキュレイティブ・フィクションのファンダムでのそういった作家の素早い受容によって助けられた。ゲイによる出版社やLGBT作品に関する賞が登場し、21世紀に入るとあからさまなホモフォビアはスペキュレイティブ・フィクションの読者の多くからは受け入れられなくなったと見られている。文学以外でも同様にLGBTを扱った作品が増加していった。漫画・テレビ・映画でのLGBTを扱った作品はメディアに注目され、議論の的になっているが、十分な表現の明らかな不足や非現実的な描写はLGBTコミュニティからの批判を引き起こしている。

## 分析

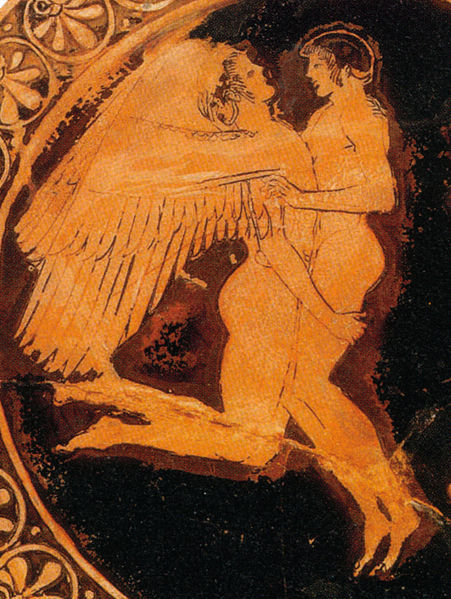
ゼピュロスとヒュアキントス: ギリシア神話には同性愛がしばしば登場し、現代スペキュレイティブ・フィクションの題材にもよく使われている。

大衆文学のサブジャンルとしてみると、サイエンス・フィクションとファンタジーは他の文学に比べて人物造形や描写に慣習的に制限があり、特に性やジェンダーの描写が制限されているといわれることが多い。特にサイエンス・フィクションは男性読者が圧倒的に多かったため、禁欲的なジャンルだった。サイエンス・フィクションやホラーではセックスは嫌悪とつながっており、性的関係に基づいたプロットはファンタジーのジャンルでも避けられていた。一方でサイエンス・フィクションとファンタジーは写実主義的文学に比べて架空のものを描写する点で自由であり、多くの文化で一般的な異性愛や男らしさといったものの代案を空想することが可能である。今ではサイエンス・フィクションやファンタジーで同性愛を描くことは普通に受け入れられており、その一因に同性愛のフェミニストやゲイの解放運動の影響がある。
スペキュレイティブ・フィクション以外の文学が現実の有り様を描くのに対して、スペキュレイティブ・フィクションでは現実が何らかの形で違っていたらという状況を外挿して描くことができる。これによりサイエンス・フィクションには、サイエンス・フィクション評論家ダルコ・スーヴィンが "cognitive estrangement"（認識疎外）と呼んだ特性が生じる。すなわち、我々が読んでいるものが我々の知らない世界のことだという認識であり、その世界の差異に集中させることでアウトサイダーの視点で我々の世界を再考させる。性やジェンダーについて外挿を適用すると、読者の異性愛主義の文化的慣習を再考させることができる。現実の文化とは異なる社会を想像させることで、スペキュレイティブ・フィクションは性差別を考えさせる有効な手段となる。サイエンス・フィクションではそのような疎外を生じさせる小道具として、性や生殖の役割を劇的に変更するテクノロジーが登場することもある。ファンタジーでは、人間のように性やジェンダーの先入観に制限されない神話の神や英雄の元型を登場させ、それらを再解釈できるようにする。サイエンス・フィクションでは異星人の異質な生殖やセックスの方法を多数考案しており、中には人類の2つのジェンダーというレンズを通してみると同性愛や両性愛に見えるものもある。
ジャンルとしての自由さにも関わらず、ゲイの登場人物はしばしばステレオタイプに描かれ、多くの小説では異性愛主義的な社会制度の継続を当然と見なしている。別の性のあり方を寓意的に描いたり、LGBTの登場人物が出てきたとしても性役割についての主流の考え方と矛盾しないよう描かれる。ゲイを登場させるのは女流作家の作品に多く見られ、女性向けに書かれていると見ることができる。著名な男性の作家は、ゲイをテーマにしないことが多い。
スペキュレイティブ・フィクションは伝統的に「ストレート」だった。サミュエル・R・ディレイニーは、サイエンス・フィクションのコミュニティでは白人男性の異性愛者がほとんどだが、ゲイを含むマイノリティの数は「文学的」集団に見られるよりも一般に多いと書いている。Science Fiction Culture では、サイエンス・フィクションにおける同性愛の扱いは「時には世間に遅れをとり、時には先を行く」と説明されている。ニコラ・グリフィスは、LGBTのリーダーたちが小説の中で正体を隠して生活するミュータントや異星人などの登場人物に強く感情移入する傾向があると書いている。一方ジェフ・ライマンはその作品がサイエンス・フィクションまたはゲイ小説として売られ、時には両方で売られているものの、2つの市場は互換ではないと主張している。David Seed は、SF純粋主義者はソフトSFに向かう方向性を否定しており、周辺化したグループ（「ゲイSF」など）が「真の」サイエンス・フィクションではないとしていると述べた。ゲイおよびレズビアンのサイエンス・フィクションはSFの別個のサブジャンルとしてグループ化されることがあり、出版社や賞も分かれているという伝統のようなものがある。

## 文学

### SF以前

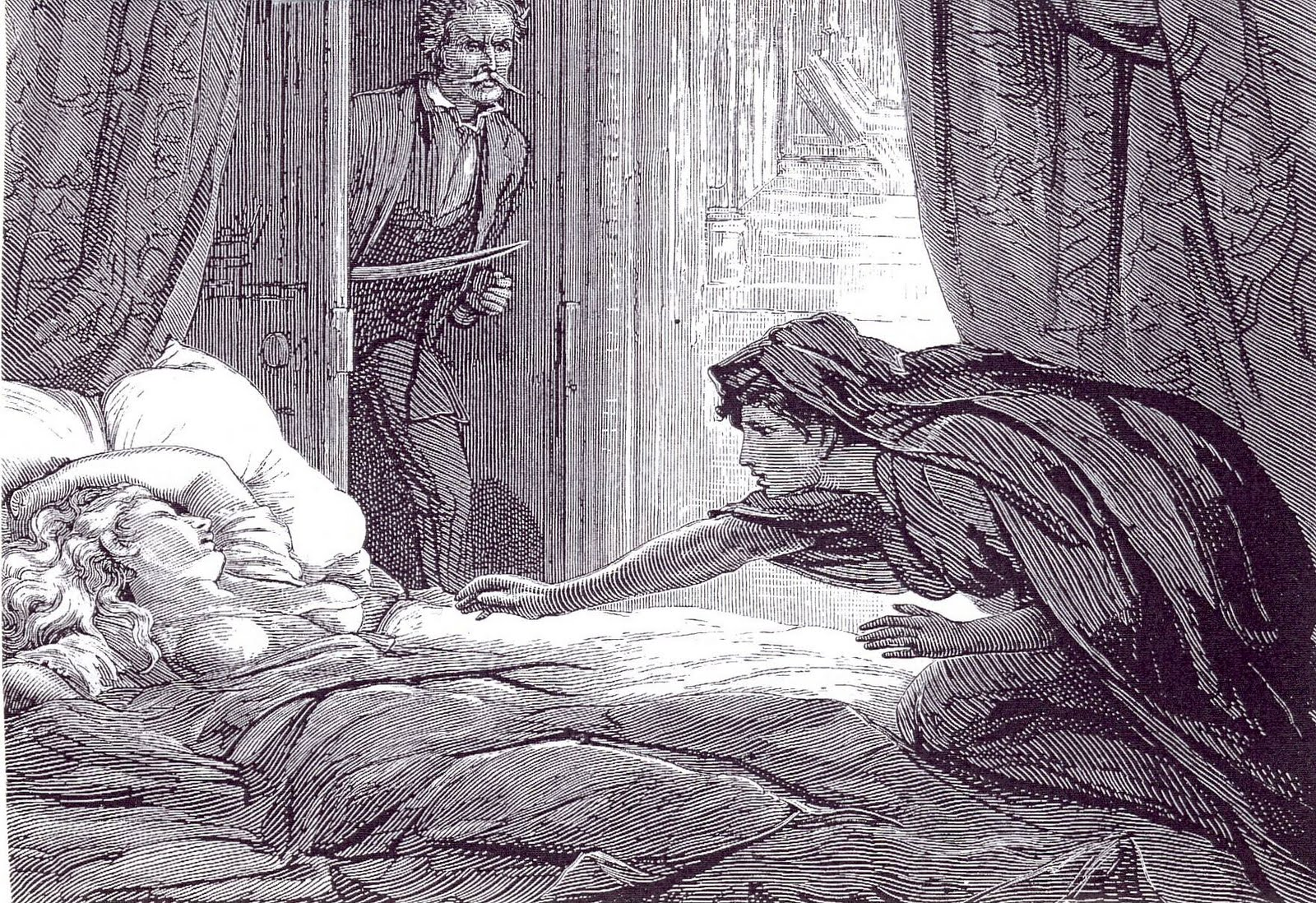
D. H. Fristonのイラスト。1872年 The Dark Blue 誌に掲載されたレズビアンの吸血鬼を描いた中編「カーミラ」の挿絵

古代ギリシアの作家ルキアノス（紀元120-185年）の『本当の話』は、現存する最古のサイエンス・フィクションとされることがあり、世界初の「ゲイSF」とされることがある。語り手は台風に突然巻き込まれ、飛ばされて月へとたどり着く。月には男性の社会があり、太陽と戦争をしていた。主人公はその戦闘で活躍し、王から皇太子との結婚を許される。この男性だけの社会では、太腿から子を産むか、月の地面に左の睾丸を植えることで育つ植物から子が成長する。
他のSF以前の作品では、どんなセックスも基本的欲望や「汚らわしさ」と同一視されている。例えば『ガリバー旅行記』では、獣のようで性的なヤフーと控えめで知的なフウイヌムが対比されている。19世紀以前の文学では、多くのスペキュレイティブ・フィクションで性的な問題を率直に扱うことを避けてきたが、Wendy Pearson は、性やジェンダーの問題は当初からSFの中心だったが20世紀後期になるまで読者や評論家に無視されてきたと書いている。LGBTのテーマを含み、道徳的に不潔な人物として描かれた同性愛者が登場する初期作品としては、世界初のレズビアンの吸血鬼の物語であるシェリダン・レ・ファニュの「カーミラ」(1872)b、オスカー・ワイルドの『ドリアン・グレイの肖像』(1890) などがある。後者は好色な同性愛者が登場することで当時の読者に衝撃を与えた。
Gregory Casparian の An Anglo-American Alliance (1906) は、初めてレズビアンのロマンチックな関係をあからさまに描いたSFだった。

### パルプ雑誌時代（1920 - 1930年代）
パルプ雑誌時代には、サイエンス・フィクションやファンタジーであからさまな性的描写がなされることはほとんどなかった。どの作品を出版するかを決定する権限のある編集者たちが長年に渡り、主な読者である若年男性を守らなければならないと感じていた。1930年代のパルプ雑誌の表紙には触角のある異星人にほとんど下着同然のものしか身につけていない女性が襲われようとしている場面が描かれたりしたが、雑誌の内容は表紙ほど過激ではなかった。そんな中でエドガー・パングボーンは情熱的な男同士の親交を描いたが、そのような作家は例外である。当時の作家たちは、死ぬまでキス以上のことはほとんど書かなかった。暗示された性的描写やごまかされた性的描写はあからさまな描写と同じくらい重要だった。そのようにして、ジャンルSFは当時の社会慣習と一般的偏見を反映していた。これは当時の主流文学よりもパルプ雑誌の小説に当てはまる。
読者層の拡大と共に、多少なりとも明らかな同性愛者を登場させることが可能となったが、当時の一般的姿勢を反映して悪人（あるいは狂人や柔弱なステレオタイプ）として描かれる傾向があった。同性愛者の最も典型的な役柄は「退廃的な奴隷所有小貴族」で、その堕落した専制政治を若い異性愛者のヒーローが打倒するという展開である。このころ、レズビアンは主人公としても悪役としてもほとんど登場しない。
普通でない性的活動をかなり細かく描写した最初のサイエンス・フィクションとして、オラフ・ステープルドンの『オッド・ジョン』(1935) がある。ジョンは精神能力が非常に発達したミュータントで、当時の普通のイギリス社会が課す規則の多くに束縛されない。この小説ではジョンに付き従う年上の少年をジョンが誘惑することが暗示されているが、その関係によってジョン自身のモラルが傷つけられる。

### 黄金時代（1940 - 1950年代）
サイエンス・フィクションの黄金時代には、このジャンルが同性愛という「主題全体を決然と無視した」とジョアンナ・ラスは述べている。しかし1950年代になってサイエンス・フィクションとファンタジーの読者層の年齢が上がり、フィリップ・ホセ・ファーマーやシオドア・スタージョンといった作家がよりあからさまな性的描写を行えるようになった。しかし1960年代末まで、他の作家が性や性役割のあり方を描くことは滅多になく、性的問題をあからさまに描くこともなかった。LGBT的なキャラクターは「男を嫌うアマゾネス」のような誇張された形で描かれることが多く、同性愛を好意的あるいは非ステレオタイプ的に描こうとすると敵意を向けられた。
スタージョンはサイエンス・フィクションの黄金時代に、当時の社会規範を無視した愛の重要性を強調した作品を多数書いた。Universe 誌に掲載された短編「たとえ世界を失っても」(1953)cでは、異星人逃亡者と人間男性の禁断の同性愛を描いている。Universe 誌の表紙には "[His] most daring story"（最も大胆なストーリー）という惹句が書かれていた。その同性愛の扱い方は繊細で、当時のサイエンス・フィクションとしては珍しく、今ではサイエンス・フィクションにおける同性愛の描写のマイルストーンとされている。ディレイニーが明かした逸話によれば、スタージョンは最初に編集者ジョン・W・キャンベルに原稿を送ったが、キャンベルはそれをボツにしただけでなく、他の編集者に片っ端から電話をし、その原稿を採用しないように言ったという。後にスタージョンが書いた「ミドリザルとの情事」は、一般に典型と思われている同性愛者像を探究した作品で、1960年の『ヴィーナス・プラスX』は単一の性しかない社会を舞台にしており、主人公のホモフォビアを批判的に描いている。
同性愛社会のイメージは、多くのSF作家にとってネガティブであり続けた。例えば、PLAYBOY誌に掲載されたチャールズ・ボーモントの短編「しのび逢い」(1955) は、人口過剰によって異性愛が世界から根絶されるという設定であり、非人道的な同性愛者が少数の異性愛者を迫害しはじめる物語である。アンソニー・バージェスの『見込みない種子』(1962) では、公式な雇用のためには同性愛者であることが必須となっている社会を描いている。バージェスはこれを異常事態の一面として扱っており、他にも暴力的な戦闘や自然破壊を描いている。
このジャンルの作家とされないこともあるが、ウィリアム・S・バロウズはサイエンス・フィクションやファンタジーのように現実世界とはかけ離れた超現実主義的な物語を書いた。1959年の作品『裸のランチ』は、反権威主義的活動としてドラッグと同性愛を結び付けている。

### ニューウェーブ時代（1960 - 1970年代）
1960年代末までにサイエンス・フィクションとファンタジーは、市民権運動やカウンターカルチャーの発生によってもたらされた変化を反映しはじめた。これらのジャンル内では、そのような変化が「ニューウェーブ」と呼ばれる運動に組み入れられた。ニューウェーブとは、テクノロジーについてはより懐疑的で、社会的にはより解放され、文体の実験により興味を抱いた運動である。ニューウェーブの作家たちは、外の宇宙よりも「内なる宇宙 (inner space)」に興味を持っていた。彼らは性描写に対してそれまでの作家ほど保守的ではなく、性役割の再考や性的マイノリティの社会的立場といったことにより共感的である。マイケル・ムアコック（New Worlds 誌の編集長）などのニューウェーブの編集者・作家の影響下、性やジェンダーの新たなあり方の共感的描写がサイエンス・フィクションやファンタジーで増えていき、普通のことになっていった。ゲイのイメージの導入はまた、1960年代のレズビアン-フェミニストとゲイの解放運動の影響に帰される。1970年代には、SFコミュニティとその作家たちの中でもレズビアンやゲイが存在感を増した。主な同性愛者の作家として、ジョアンナ・ラス、トマス・M・ディッシュ、サミュエル・R・ディレイニーがいる。
フェミニストSFの作家たちは、同性愛や両性愛、あるいは様々なジェンダーモデルが慣習となっている文化を想像した。ジョアンナ・ラスの『フィーメール・マン』(1975)や短編「変革のとき」では、男性抜きで子孫を残していく女性だけのレズビアン社会が描かれており、大きな影響を及ぼした。サイエンス・フィクションに過激なレズビアン・フェミニズムを導入した責任の大部分はラスにある。彼女はレズビアンであることを公表したことがキャリアや本の売れ行きに悪影響を及ぼしたとしている。同様のテーマはジェイムズ・ティプトリー・Jr.の短編「ヒューストン、ヒューストン、聞こえるか？」dにも見られ、病気によって男性が絶滅した後の女性だけの社会を描いている。その社会では戦争のような「男性」特有の問題がないと、ステレオタイプに描かれているが、同時に停滞した社会であることが描かれている。女性はクローニングで繁殖し、男性を滑稽なものと考えている。ティプトリーは男性名のペンネームを使い、正体をかくして活動していた両性愛者の女流作家で、性を主要なテーマとしていた。
レズビアンとは無縁なフェミニズムのユートピアも描かれている。アーシュラ・K・ル＝グウィンの『闇の左手』(1969) は特殊な性別のあり方を描いており、個々の人は「男性」でも「女性」でもなく誰でも子を産むことができる両性具有者の世界である。ル＝グウィンの評論集『夜の言葉 ファンタジー・SF論』で彼女は「ゲセン人（『闇の左手』に登場する両性具有の種族）を全く不注意に異性愛者としてしまった……（同性愛のオプションを）省略したことは、性愛といえば異性愛だと認めたことになる。私はこれをとても後悔している」と記している。ル＝グウィンは作品の中で様々な性のあり方を探究し、さらにSFが伝統的でない同性愛を許す可能性を試すような作品を多数書いた。例えば、「九つのいのち」e はクローン間の両性の結びつきを描いている。1970年代に活躍したジョン・ヴァーリイの作品には性的テーマと流動的なジェンダーが描かれている。その作品の多くに同性愛やゲイやレズビアンへの言及がある。彼の《八世界》に属する作品では、人類が簡単に性転換できる技術を開発したという設定である。短編「選択の自由」では、その技術が登場した初期のホモフォビアを描いているが、その後は人間関係が劇的に変化し、最終的に両性性が社会慣習となる。また《ガイア》三部作では主人公がレズビアンで、どの登場人物も多かれ少なかれ両性愛者である。
サミュエル・R・ディレイニーはゲイであることを公表した最初のサイエンス・フィクション作家の1人である。初期作品ではゲイについて性的描写をするのではなく、ゲイの「感受性」という面を描いていた。いくつかの作品では同性愛や同性の交際関係がはっきりと暗示されているが、『バベル‐17』(1966) では女性主人公が男性2人と結婚しているという設定で一種のカモフラージュを施している。その3人が互いに愛情を抱いているということが前面に描かれ、3人の間の性行為は直接説明されていない。最も有名なSF長編『ダールグレン』(1975) では、様々な性習慣を持つ登場人物が描かれている。ここでも性行為は作品の中心ではないが、SFとして初めて明示的に説明されたゲイの性の場面があり、ディレイニーは多種多様な動機と行動によって登場人物を描き出している。
ディレイニーのネビュラ賞受賞作品「然りそしてゴモラ」は、去勢された人間の宇宙飛行士たちを描き、彼らに性的に順応する人々を描いている。新たなジェンダーとその結果生じる性的嗜好を想像することで、読者に距離をおいて現実世界を考察させている。同じくネビュラ賞受賞の「時は準宝石の螺旋のように」もゲイが登場しており、アメリカではそれらの作品が短編集 Aye, and Gomorrah, and other stories にまとめられている。ディレイニーはこれらのトピックを扱ったことで出版流通企業から検閲されそうになったことがある。その後ゲイが中心的テーマとなって論争の的となり、サイエンス・フィクションとゲイ・ポルノの境界線をぼやかすようになった。Return to Neveryon シリーズはディレイニーにとって初めてアメリカで大手出版社から出版された作品で、AIDSの衝撃を扱っている。またディレイニーは長年のゲイ&レズビアン文学への貢献に対してウィリアム・ホワイトヘッド記念賞を授与された。
LGBTテーマを扱った著名なSF作家の作品としては、ロバート・A・ハインラインの『愛に時間を』(1973) がある。この作品では主要登場人物が同性愛が将来自由となることに強い賛意を表明するが、生殖のための性は理想として保持され続けるべきだとしている。『異星の客』(1961)では、女性の両性愛が単なる快い刺激として描かれ、男性の同性愛は「間違い」として哀れに描かれている。ハインラインの性の扱い方は、トマス・M・ディッシュの評論 "The Embarrassments of Science Fiction" で論じられている。ディッシュは1968年にゲイであることを公表している。同性愛的傾向は詩によく現れており、長編『歌の翼に』(1979) にもあらわれている。他の作品にも両性愛者が登場する。『334』ではゲイを "republicans" と呼び、異性愛者を "democrats" と呼んでいる。しかしディッシュはゲイ・コミュニティのために作品を書こうとしなかった。
エリザベス・A・リンはレズビアンであることを公表しているサイエンス・フィクションおよびファンタジーの作家で、同性愛者を主人公とした作品をいくつも書いている。《アラン史略》シリーズ (1979–80) は第1作が世界幻想文学大賞を受賞したが、文化的背景の平凡な一部として同性愛を描いた初めてのファンタジー長編であり、同性愛を明確かつ共感的に描いている。また第3部ではレズビアンを特に描いている。SF作品『遥かなる光』(1978) では、2人の男性間の同性愛を描いている。また、その原題 "A Different Light" はLGBT専門の書店チェーンの名前になっている。レズビアンの魔法ものの短編「月を愛した女」も世界幻想文学大賞を受賞しており、アメリカでは同性愛を扱ったスペキュレイティブ・フィクションの短編集の表題作となっている。

### 現代のSF（ニューウェーブ以降）
1960年代と70年代における境界拡張の後、同性愛はさらに広く受け入れられ、普通のSFのストーリー内でほとんどコメントなしに取り入れられることが多くなった。これは、デイヴィッド・ジェロルド、ジェフ・ライマン、ニコラ・グリフィス、メリッサ・スコットといった同性愛者であることを公表する作家が増えたことでも助けられた。1980年代になると、あからさまなホモフォビアは多くの読者に受け入れられるものではなくなった。しかし、非現実的なレズビアンの描写は、ジャンル作品中の快い刺激として使われ続けている。1990年代になると、代替の性を描くストーリーが再び流行した。
1980年代中ごろに生まれたサイバーパンクは、大部分が異性愛主義的で男性至上主義的だと見られているが、一部評論家によりフェミニストおよび「クィア」の観点からの解釈が討論されている。レズビアン作家のメリッサ・スコットはLGBTの登場人物を取り入れたサイバーパンク作品をいくつか書いており、ラムダ文学賞を受賞した Trouble and Her Friends (1994) と Shadow Man (1995) などがある。後者は Gaylactic Spectrum Hall of Fame に入っている。評者はスコットの作品を、サイバーパンクの道具立てと政治的テーマを混ぜるには「あまりにも同性愛的」だと評した。スコットの他のSF作品にもLGBTのテーマが含まれている。彼女はSFを使って同性愛のテーマについて書いているのだと語っており、その理由としてSFというジャンルによってLGBTの人々の扱いが現実世界と異なる状況を設定でき、読者が差別的習慣を告発されたように感じずに距離を置いてそのテーマを考察できるからだとしている。
1983年に Eric Garber と Lyn Paleo が編集した Uranian Worlds は、LGBTをテーマとするサイエンス・フィクション文学についての権威的な手引書である。同書は1990年以前に出版されたサイエンス・フィクション文学をカバーしており（第2版が1990年に出版されている）、各作品について簡単なレビューと解説がある。
1980年代以降、LGBTをテーマとするサイエンス・フィクションのアンソロジーがいくつか出版されており、その最初の1つが Jeffrey M. Elliot 編集の Kindred Spirits (1984) である。そのようなアンソロジーはLGBTの中でも特定のテーマに集中して編集されており、例えば New Exploits of Lesbians シリーズはファンタジーやホラーにおけるレズビアンの活躍するストーリーばかりを集めている。ニコラ・グリフィスと Stephen Pagel の編集した Bending the Landscape シリーズは全3巻で、巻ごとにそれぞれサイエンス・フィクション、ファンタジー、ホラーの作品を集めている。また、ホラーを集めた Michael Rowe の Queer Fear もある。
ダイアナ・ウィン・ジョーンズの The Tough Guide to Fantasyland にファンタジー用語として gay mages（ゲイの魔法使い）という項目がでてくるほど、ゲイの登場人物は一般化した。マーセデス・ラッキーの作品にもそのような登場人物が見られ、ラムダ文学賞を受賞した《最後の魔法使者》三部作 (1989-91) では主人公たちがゲイで、魔法を使える。彼らの関係が物語の中核であり、架空の国ヴァルデマールが舞台となっている。これを含む《ヴァルデマール年代記》は若い読者に異性愛的でない役割モデルを提供している。
デイヴィッド・ジェロルドはゲイであることを公表しているサイエンス・フィクション作家で、LGBTをテーマとする作品をいくつか書いている。The Man Who Folded Himself はタイムトラベル（実際には多世界解釈的なパラレルワールド間の旅行）を通して様々なバージョンの自分自身と愛に陥るというナルシスト的な話で、中には女性版の自分やレズビアン版の自分も登場する（主人公本人はゲイ）。Jumping Off the Planet (2000) にもゲイが登場する。ジェロルドは半自伝的短編 "The Martian Child" (1994) でネビュラ賞を受賞した。ゲイの男性が子どもを養子にする話である。この短編は後に長編化され、映画化 (en) もされたが、映画では主人公がゲイではなくなっており、批判された。
ジェフ・ライマンはLGBTのキャラクターが登場する一連の小説を書いている。The Child Garden (1989) はレズビアンの女性が主人公で、自身の遺伝子操作への抵抗感から未来社会になじめず、しだいに同じように疎外されたレズビアンたちとの関係を深めていく。Lust は、自身の性的空想がなぜか実現してしまうゲイの男の話である。『夢の終わりに…』(1992) にはAIDSのゲイの俳優や虐待によって精神障害を抱える子どもが登場し、『オズの魔法使い』の本や映画で親交を深めて行く。ローカス誌のインタビューでライマンは、ゲイとSFの市場は互換ではないと主張した。「1990年にレッテルを貼られて嫌なのはゲイ作家かSF作家かと聞かれていたら、ゲイと答えていただろう。そんなことをされたら市場で死んだも同然だった。そして『夢の終りに…』が出た… 彼らはそれを書店のゲイコーナーにもって行き、ゲイ雑誌に記事を書かせたが、SFだとは言わなかった。そのとき、サイエンス・フィクション作家であることはゲイ作家であることよりも悪いことなんだと気づいた」
ハリー・ポッターシリーズの脇役であるアルバス・ダンブルドアは後にゲイであることが明かされた。しかし、シリーズ内では全くそれに触れていないため、ちょっとした議論が巻き起こった。

## 漫画
20世紀の大半、アメリカではコミックが主に子ども向けであることを考慮し、同性愛的関係が描かれることはなかった。1989年まで、コミックス倫理規定委員会 (CCA) がアメリカ国内のニューススタンドで売られるコミックについて事実上の検閲を行い、同性愛を示唆するようなものは全て禁じていた。あからさまな同性愛をテーマとした作品は、CCAの検閲を通らないアンダーグラウンド・コミックスやオルタナティヴ・コミックでまず見られるようになった。
フレデリック・ワーサムの Seduction of the Innocent は、コミック制作者は子どもに対して暴力と性について悪影響を与えようとしていると主張したもので、その中には潜在的同性愛もあるとしていた。ワーサムは、ワンダーウーマンの強さと自立心は、彼女がレズビアンだからだと主張し、「バットマンのようなストーリーは、子どもの同性愛的空想を刺激するかもしれない」としている。
近年、主要なスーパーヒーローもののコミックにもLGBTのキャラクターが登場することが増えている。しかし、あくまでも脇役であり、同性愛のキャラクターの扱いについて批判も生じている。

### マーベル
マーベル・ユニバース初のLGBTの主要キャラクターはアルファフライトのノーススターで、主流コミックの中では最も有名である。1979年、マーベル・コミックからアルファフライトの初期メンバーの1人として登場し、1983年の7話と8話でゲイであることが示唆されているが、明確に記されていなかった。女性に無関心なのは、スキーの世界チャンピオンになることに夢中だからとされていた。1992年の106話でついにゲイであることが明かされ、全国的に大きく報道された。
2002年、マーベル・コミックは Marvel MAX というインプリントで The Rawhide Kid を復活させ、主人公がゲイだと明かしている最初のコミックとなった。Rawhide Kid のゲイとしての物語は Slap Leather と呼ばれている。CNN.com の記事によれば、そのキャラクターの性的嗜好は婉曲表現と駄洒落で間接的に伝えられており、コミックのスタイル全体がゲイっぽさを醸し出しているという。保守的な団体が子どもへの悪影響があると主張したため、コミックのカバーには "Adults only" のラベルが付けられた。
保守的団体の抗議に呼応して、マーベルはゲイのキャラクターが活躍する全シリーズに "Adults Only" のラベルを付けるという方針を打ち出した。しかし2006年、マーベルの編集長 Joe Quesada は、その方針が既に無効になっていると主張した。実際、GLAADメディア賞の Best Comic Book Award を受賞したスーパーヒーロー・コミック Young Avengers にはゲイが登場しているが、"Adults Only" のラベルなしで普通に販売されていた。

### DC
DCコミックスはマーベルに比べるとLGBTのキャラクターの描写が多いとされているが、そのステレオタイプな描き方には批判もある。1941年に登場したスーパーヒーロー Firebrand は、そのピンクとシースルーのコスチュームから初期のLGBTキャラクターの一例とされることもある。ライターのロイ・トーマスは、Firebrand が仲間の Slugger Dunn と同性愛関係にあることを示唆するフキダシ（セリフではなく登場人物が考えていることとして）を書いたことがあるが、そういったヒントがサブテキスト以上のものになったことはない。より最近の例として Midnighter がある。バットマン風の Midnighter は、スーパーヒーローのチーム The Authority のメンバーだったとき、スーパーマン風の Apollo と同性愛関係にあるとされた。Midnighter と Apollo は後に結婚し、女の子を養子とした。2006年、DCコミックスはバットウーマンのレズビアン版を発表し、注目を集めた。ただし、レズビアンであると明かされているキャラクターとしては、ゴッサム・シティの警官 Renee Montoya がすでにいる。
さらに、有名なスーパーヒーローのコミックでキャラクター同士の同性愛関係を勘繰る者もおり、論争となってきた。特にバットマンとロビンの関係が取り沙汰されているが、制作者は否定している。心理学者フレデリック・ワーサムは Seduction of the Innocent (1954) の中で、「バットマンのストーリーは心理学的には同性愛」だとし、「年上のバットマンとその若い友人であるロビンの冒険に同性愛的な微妙な雰囲気」が見られると主張した。そのため逆に、同性愛を疑われた初の架空のキャラクターとして同性愛者たちに注目されることにもなり、1960年代のテレビシリーズは「ホモの試金石」として注目された。フランク・ミラーはバットマンとジョーカーの関係を「ホモフォビア的悪夢」と評し、バットマンが戦いの中で性欲を昇華させているとした。
バットマンの同性愛的解釈を続ける者もいる。例えば2000年、Christopher York が論文 All in the Family: Homophobia and Batman Comics in the 1950s（ファミリーの全て: 1950年代のホモフォビアとバットマンのコミック）にバットマンの4つのコマの掲載許可を求めたが、DCコミックスはこれを拒絶した。2005年夏、画家 Mark Chamberlain はバットマンとロビンを示唆的かつ性的に露骨なポーズで描いた水彩画をいくつか展示した。DCコミックスは、その作品の販売停止と残っている作品の引渡しおよびそれまでの利益を要求して、画家とギャラリーを法的に訴えると通告した。

### 日本の漫画
やおい（ボーイズラブ、BL）と百合（ガールズラブ、GL）は、日本での同性愛をテーマとするジャンルで、漫画に限らず様々なメディアで存在する。やおいと百合は日本以外にも広まっており、様々な国の言語で入手可能である。やおいと百合のキャラクターは自ら同性愛者あるいは両性愛者だと認識しているわけではない。多くの漫画やアニメと同様、SFやファンタジーの世界観を採用するのが一般的である。例えば、1980年代に始まったBL小説の傑作とされる『間の楔』は、サイエンス・フィクション的なカースト制を描いている。『シムーン』もサイエンス・フィクションとして描かれており、「百合」アニメとして作られたわけではない。
「やおい」は登場人物のステレオタイプかつホモフォビア的描写がLGBTの人々から批判されてきた。また、同性愛の問題を真剣に扱っていないと批判されてきた。ホモフォビアも問題として提示するわけではなく、ドラマを盛り上げるための道具であり、愛情の純粋さを示す道具である。Matt Thorn は、BLは空想物語であって、政治的テーマを強く打ち出すことは読者をうんざりさせるだろうと示唆した。評論家は、このジャンルがクィアな「美少年」を通して異性愛主義に挑戦しているとしている。
また、薔薇と呼ばれる漫画のスタイルもあり、ゲイの作者が大人のゲイ向けに書くのが一般的である。「薔薇」は「やおい」に比べてテーマが現実的なことが多く、日本におけるホモフォビアや同性愛のタブーを認知させることを意図している。西洋では「やおい」と「薔薇」を一緒にして考察する評論家がいるが、作家やファンは別のジャンルだと見なしている。

## 映画とテレビ
一般にテレビや映画におけるスペキュレイティブ・フィクションは、文学に比べれば同性愛の描写という点で遅れている。多くの場合、基本は異性愛である。異種間や異人種間の関係はよく描かれるが、LGBT的な関係の描写はそれよりも少ない。

### 映画
映画でLGBTのキャラクターがよく見られるようになったのは1980年代である。1920年代末から1930年代初めごろの映画には、当時の自由な姿勢を反映して性的なほのめかしや同性愛への言及が見られたが、1930年代から1968年までアメリカの映画業界はイエズス会の聖職者が書いた検閲ガイドラインであるヘイズ・コードに従っていた。この規則は一般観衆に見せるものとして道徳的に容認できるのは何かを明確にしたもので、同性愛などの性的な「逸脱」への参照は禁じられた。事実上全てのアメリカ合衆国製の映画がこの規則に従った。他国でも同様の検閲を実施しており、例えばレズビアンの吸血鬼が登場する初の映画『女ドラキュラ』(1936)は、映画『セルロイド・クローゼット』で述べられているように全英映像等級審査機構で同性愛者を「弱い者 (a predatory weakness)」として表現しているとして1935年に上映禁止とされた。同機構は「…『女ドラキュラ』は半ダースほどの言葉でその残忍さを適正に表現することが要求される」と記していた。ホラー作家アン・ライスは『女ドラキュラ』が自身の同性愛的吸血鬼小説の発想の元になっているとし、長編『呪われし者の女王』に出てくるバーの店名を映画の原題である "Dracula's Daughter" としている。そのような検閲下で制作された映画は暗にほのめかす形で同性愛を導入することぐらいしかできず、カルトホラー映画 White Zombie などでそうしたことが若干議論になった程度だった。
ヘイズ・コード以後の映画界では規則が緩やかになり、性的描写もよりオープンになって、特に1980年代以降は露骨な性的描写が増えていったが、それは根底にある性的活動を探究するというよりも単に娯楽性を高める方向を目指したものだった。ほとんどのスペキュレイティブ・フィクションの映画におけるセックス描写は単に快い刺激を提供することを意図していた。あるファンタジー映画のレビューによれば、その10%-から15%がソフトコアポルノだとされている。しかしその時点でも、スペキュレイティブ・フィクションの映画で同性愛者が登場することは珍しかった。ホラー映画にセックスシーンはつきもので、軽く不真面目に描写されているため検閲も寛大だった。特に吸血鬼は明らかに性的な暗喩として描写されてきており、結果として1970年代以降レズビアンを暗に陽に示唆する吸血鬼映画が数多く制作された。その根底には初のレズビアン吸血鬼小説「カーミラ」の影響がある。ハリウッドの吸血鬼の元型ともいえるドラキュラ伯爵をあからさまにゲイとして描いたコメディ映画 Does Dracula Suck? (1969) もある。
同性愛映画は少なく、同性愛者の登場するサイエンス・フィクション映画でも同性愛者は脇役で、「ステレオタイプな、女々しく騒々しい」脇役として『インデペンデンス・デイ』(1996) にも登場している。『インデペンデンス・デイ』は、男同士の友情に取り囲まれる心配と同性愛者のパニックがメインテーマだと評されている。なお、監督のローランド・エメリッヒはゲイであることを公表している。Cthulhu (2007) はH・P・ラヴクラフトの諸作品がベースとなったホラー映画である。その主要キャラクターはゲイで、そのことはテーマとは関係ないが、そのキャラクターの心理の展開を考える上では重要である。また、『Vフォー・ヴェンデッタ』では、全体主義的ディストピアの犠牲として脇役にゲイとレズビアンが1人ずつ登場する。

### テレビ
LGBTのキャラクターがテレビでよく見られるようになったのは1990年代である。1994年のサイエンス・フィクション・テレビドラマ『バビロン5』に登場する両性愛者スーザン・イワノバについて、シーズン2 (1995) で女性テレパスとの恋愛関係が明かされている。Advocate誌はこの関係をスタートレックの亜流の中でも唯一の例外だとし、そういったSFドラマで「ゲイの生き物」が描かれたことはないと記している。『バビロン5』はその後も未来の同性愛関係を探究し続け、シーズン4で男性同士の結婚を描き、火星への秘密任務のカムフラージュとしてハネムーンを描いている。
ファンタジーのテレビドラマ『ジーナ』(1995-01)では、女性主人公ジーナと相棒の少女ガブリエルの親密さが描かれている。そこから一部のファンがレズビアンの関係を想像し、ファンの間ではレズビアンの偶像となっているが、本編でそのようなことが描かれたことはない。このシリーズは障壁を取り除いた「草分け」とされており、LGBTのキャラクターが数人登場した『バフィー 〜恋する十字架〜』のようなドラマが制作される道を拓いた。有名なキャラクターとしてウィロー・ローゼンバーグがおり、そのパートナーとしてはタラ・マックレーとケネディがいる。プライムタイムのテレビ番組で初めてレズビアンの「健全な関係」を描いた点で賞賛されているが、一方でレズビアンのセックスの隠喩として魔法を使った点が批判されている。ウィローとの和解のセックスの直後にタラが死んだことで、「ホモフォビア的常套手段」だとしてLGBTコミュニティで抗議の声があがった。アンドリュー・ウェルズはゲイであることが匂わされているが、明かされていない。このドラマシリーズは、『秘密情報部トーチウッド』など後のSFドラマにも影響を与えている。また、LGBT関連の賞をいくつも受賞し、若い同性愛者の描写における草分けとされている。
BBC Threeで2006年に始まった『秘密情報部トーチウッド』はイギリスのサイエンス・フィクションのテレビドラマで、長く続いている『ドクター・フー』シリーズの一部である。物語のテーマはいくつかあり、その中にLGBTが含まれている。様々なキャラクターの性的嗜好が流動的に描かれており、その中で同性愛と両性愛の関係を探究している。キャラクターたちの性的柔軟性はあからさまに論じられていないが、様々な方向性が示されており、サン紙は『トーチウッド』の全登場人物が両性愛者だとしている。制作者のラッセル・T・デイヴィスは単一性のキャラクターを予想する視聴者の先入観を裏切りたいとし、「政治的なものや退屈なものにせず、非常に両性愛的な番組にしようとしている。どのキャラクターがゲイなのかを定義できないように、障壁を取り壊したい。我々は、これはゲイのキャラクターだから男とだけ恋に落ちると考えるのではなく、物事を混合し始める必要がある」と述べた。デイヴィスによれば、ジャック・ハークネスは全性愛者だという。「彼は穴さえあれば何とでも性交するだろう。ジャックは人間を分類しない。彼があなたに好意を持てば、あなたとするだろう」
現代のスペキュレイティブ・フィクションのテレビシリーズでLGBTキャラクターを多数登場させることは一般的ではない。例えば《スタートレック》シリーズで同性愛が全く欠如していることは、LGBTファンダムで弱点とされてきた。中にはそれに抗議してボイコット運動を計画した者もいる。LGBTのファンは、ジーン・ロッデンベリーが後に同性愛に寛容であることとスタートレックにおける同性愛描写にも好意的であることを述べたが、実際にそのような描写はシリーズ内ではごく稀だったと指摘している。
スタートレックのカノンの中で、テレビシリーズ内で公式にLGBTキャラクターと認識されている登場人物はいない。The International Review of Science Fiction 誌の Gay and Lesbian Science Fiction 特集号で、"Prisoners of Dogma and Prejudice: Why There Are no G/L/B/T Characters in Star Trek: Deep Space 9" という記事が掲載された。しかし、性同一性は「問題」として新たなスタートレック・シリーズで時々扱われており、個人的エピソードとして描かれている。例えば、『スタートレック:ディープ・スペース・ナイン』のエピソード「禁じられた愛の絆」(1995) で女性同士の同性愛が描かれ、キスシーンがあった。その後も同性同士のキスシーンは少なく、あったとしても鏡像世界でのことだったり、身体の自由を奪われた状態だったり、異性愛者のキャラクター同士がふざけてキスしたりといった程度である。2000年、ファンダムのインタビューで脚本家ロナルド・D・ムーアは同性愛者が登場しない理由として、制作上層部の誰かの意向であることを示唆し、ファンやキャストやスタッフが要望を出しても何ら変わらないと述べた。近年、カノンとは見なされないが公式なライセンスを受けた小説やコミックで同性愛関係が真剣に描かれており、カノンにおける脇役が同性愛者として描かれたものもある。

### スラッシュ・フィクション
SFテレビドラマやSF映画での男性同士のプラトニックな親密な関係を、ファンが同性愛的に再解釈したものをスラッシュ・フィクションと呼ぶ。例えば初期の例として「カーク/スポック」がある。著作権の問題があるため、スラッシュが商業的に広く販売されることはなく、1990年代まで雑誌にも掲載されることがなかった。インターネットの発展に伴い、ファンや作家が fanfiction.net などのサイトやウェブサイトに集まり、スラッシュ・フィクションのコミュニティが作られるようになった。『Xファイル』や『スタートレック』などのスラッシュのファンジンも作られている。メジャーなSF映画やSFドラマの登場人物を同性愛者として再解釈することで法的反応を誘発したこともある。ルーカスフィルムはスター・ウォーズ・シリーズの登場人物を使ったスラッシュ・フィクションの販売停止を求めたことがある。アン・ライスはヴァンパイア・クロニクルズの登場人物を使ったスラッシュ・フィクションの出版を阻止しようとしたことがあるが、実のところカノンにおいても多くの登場人物が両性愛者として描かれている。スラッシュ・フィクションはLGBTコミュニティとクィアのアイデンティティ確立に重要だとされており、異性愛が普通だという常識への抵抗を表しているとされる。ただし、ゲイのコミュニティを代表していないとされており、むしろフェミニストの不満をSFで表現しているとされている。アンケートによれば、スラッシュのファンダムの大部分は異性愛者の女子大学生だという。これは「やおい」のファンよりも年上であり、「やおい」における少年同士の性描写には肯定的でない傾向があるとされていたが、ハリー・ポッターシリーズのスラッシュ・フィクションが登場するに及んで、そのような境界は弱くなっている。
フェムスラッシュ (femslash) はスラッシュ・フィクションのサブジャンルで、フィクションの女性登場人物同士の恋愛/性的関係を描くものである。カノンでは異性愛者の女性を扱うのが一般的だが、元々レズビアンのキャラクターを対象としたファン・フィクションも便宜的にフェムスラッシュとされる。男性のスラッシュに比べてフェムスラッシュは少ない。異性愛者の女性のスラッシュ作家はフェムスラッシュを書かないのが一般的だと示唆されている。また、もともと2人の十分に魅力的な女性の登場人物がいなければ成り立たず、そこに十分な数のファンも必要となる。スタートレックのフェムスラッシュとしては「ジェインウェイ/セブン」のペアがあり、「深い感情のつながりと衝突を伴ったドラマ上の関係」があるとされている。『バフィー 〜恋する十字架〜』のウィローとタラのように元々同性愛関係にある組み合わせについてのファン・フィクションを「スラッシュ」と呼べるかという議論があるが、本来のストーリー展開は通常の恋愛よりも控えめであり、フェムスラッシュの作者はそのギャップを埋めようとする。男性作家がフェムスラッシュを書き始めたのは女性作家よりも最近のことである。

## SFコミュニティの反応
SFファンダムでLGBTの人々が受け入れられるまでには長い歴史があった。初期のSF大会でゲイが参加していたことを他の参加者が記しているが、特に議論にもなっていない。SFコミュニティ内で同性愛者が認知されることを求めているという考え方は全くなく、1940年代にロサンゼルス・サイエンス・ファンタジー協会 (LASFA) に「同性愛者が大勢集まっている」というあるファンジンの記事が出ると、ファンダム内でスキャンダルとなった。有名なSFファンであるフォレスト・J・アッカーマンは、ファンダムにおいて同性愛者の運動をサポートすることを表明した最初の一人である。彼はレズビアン小説を書いたことでも知られており、レズビアン人権団体 Daughters of Bilitis の雑誌 The Ladder の出版も支援していた。彼はその団体から「名誉レズビアン」の称号をもらったと主張しており、1947年には Vice Versa という雑誌に「レズビアンSF」を別のペンネームで書いたとしている。
LGBTの登場する作品が増えると共に、LGBTであることを明かすファンも増えていった。1980年のワールドコン (Noreascon Two) では、サミュエル・R・ディレイニー、マリオン・ジマー・ブラッドリー、メリッサ・スコットといったSFコミュニティの同性愛者と同性愛者に好意的なメンバーが集まっている。しかし、そのような会合はコミュニティの総意としてLGBTの人々が受け入れられたことを示すものではなく、ゲイやレズビアンのファンは統一された団体とは見なされていなかった。SF大会などでの非公式の集まりやLGBTファン向けのニューズレター発行の試みは、ほとんど注目されなかった。
同性愛者のファンのネットワーク作りが続き、最終的に1986年のワールドコンで行動計画へと結実した。そして1988年、Gaylaxicon というSF大会が開催され、Gaylactic Network の結成と Gaylactic Spectrum Awards の創設がなされた。同性愛をテーマとした議論は今ではWisConなどのSF大会の主題となっている。例えば WisCon 30 では「なぜ女性がゲイの男性について書くのか」というテーマでパネルディスカッションが行われ、ボストンで開催された第38回ワールドコンでは「閉ざされたオープンマインド - サイエンスフィクションとファンタジーにおけるホモフォビア」と題したパネルディスカッションが行われた。
オースン・スコット・カード（モルモン教徒）などのSF作家は、ホモフォビア的記述がLGBTコミュニティから批判されている。
一部のレズビアンのサイエンス・フィクションは読者としてSFファンよりもレズビアンを想定しており、Bella Books などの小規模なレズビアンおよびフェミニスト専門の出版社から出版されている。そのような作家としてキャサリン・V・フォレストがいる。

## LGBTのスペキュレイティブ・フィクションの賞
LGBTとスペキュレイティブ・フィクションの交差する部分に属する作品を表彰する賞がいくつか存在する。
- Gaylactic Spectrum Awards - LGBTを肯定的に探究するサイエンス・フィクション/ファンタジー/ホラー作品 を表彰する賞。1999年創設。長編小説部門、短編小説部門、その他の作品部門があり、前年の作品を表彰する。賞の創設前の作品を表彰する殿堂部門もある[189]。
- ラムダ文学賞（英語版） - サイエンス・フィクション/ファンタジー/ホラー部門がある。1989年創設。元々はゲイ部門とレズビアン部門に分かれていたが、1993年に統合され、その後何度か名称変更されている。文学的な面とLGBTテーマとを勘案して評価し、作者の性的嗜好も評価対象に入っている[190]。
- ジェイムズ・ティプトリー・ジュニア賞 - ジェンダーへの理解を深めた・探究したサイエンス・フィクションまたはファンタジーに与えられる賞[191]。そのため、LGBTをテーマとする作品に与えられることも多い[192]。
- Golden Crown Literary Society Awards ("Goldies")  - レズビアンをテーマとした作品やレズビアンの人物が登場する作品に与えられる賞。多くの部門があり、サイエンス・フィクション/ファンタジー/ホラー部門と超常現象を扱った恋愛小説 (paranormal romance) の部門がある[193][194]。